# Джентльмен-шоу
«Джентльме́н-шо́у» — юмористическая телепрограмма, основанная участниками команды КВН Одесского государственного университета «Клуб одесских джентльменов».

## История
С 17 мая 1991 по 4 ноября 1996 года «Джентльмен-шоу» выходило на «Второй программе ЦТ» и «РТВ/РТР». С 14 ноября 1996 по 15 сентября 2000 года шоу выходило на «ОРТ». С 13 декабря 2000 по 9 марта 2001 года программа снова выходила на «РТР». С 11 октября 2001 по 4 июля 2002 года на «СТС» и затем с 19 августа по 20 сентября 2002 года на ТНТ выходил спин-офф передачи под названием «Филимонов и компания». На Украине программа выходила с 7 июня 1998 по 31 декабря 2005 года на телеканале «Интер».
В первых выпусках передачи участвовали 20 и более участников. Первоначально программу вёл Евгений Каминский. С 1992 года передачу поочерёдно вели Олег Филимонов и Эдуард Цирюльников. С 1994 года бессменным ведущим передачи стал Олег Филимонов. Также ведущими передачи в разное время становились Владислав Царёв и Евгений Хаит.
С 1991 по 1996 год «Джентльмен-шоу» выходило раз в месяц, с 1997 по 1999 год — два раза в месяц, а с 1999 года программа стала выходить еженедельно.
В 1995 году программа вошла в список финалистов конкурса «ТЭФИ» в номинации «Лучшая развлекательная передача».

## Рубрики
- Джентльменская служба новостей/Одесские итоги (1991—1996) — в названии содержится аллюзия на популярную в те годы информационную программу «Телевизионная служба новостей». Впоследствии в 1992 году была переименована в «Одесские итоги» (аллюзия на «Итоги» Евгения Киселёва). В качестве ведущих выступали Янислав Левинзон (1 выпуск), Эдуард Цирюльников (1991—1993), Максим Горохов (1994—1995), Александр Тарасуль (1995), Яков Гопп (1995), Юрий Стыцковский (1996).
- Одесская коммунальная квартира (1994—2001) — одна из самых популярных рубрик передачи. В ней повествуется о приключениях жильцов коммунальной квартиры на Малой Арнаутской улице, где постоянно происходит что-нибудь необычное: выборы, изготовление парфюмерии, служба в армии, игра в телевидение и прочее. Каждый раз к жильцам заходит ведущий (Владислав Царёв, реже — Евгений Хаит и Олег Филимонов) и, беседуя с хозяином коммуналки Семёном Марковичем, более подробно узнаёт об их жизни и причудах. Постоянные жильцы коммуналки — ответственный квартиросъемщик Семён Маркович (Олег Школьник), алкоголик Петрович (Михаил Подолов), тщедушный усач-молчун Миша (Михаил Бижикян), разбитная Сима (Ирина Токарчук), её недалёкий муж Яша (Яков Гопп) и чернокожий любовник Мганга (Амби Скарга, Йоми Аделеке), пожилая домохозяйка Софья Петровна (Лидия Губская) и толстяк-обжора Боря (Михаил Бураченко). В конце 90-х в рубрике появился ещё один персонаж — исконный украинец Петро Галушка (Олег Филимонов).
- Легко ли быть джентльменом? (1991)
- Лучшая советская десятка/Лучшая 10/5 анекдотов (1991—2001) — десять анекдотов, рассказанных Олегом Филимоновым. Анекдот, находившийся на первом месте разыгрывался в виде скетча. Как правило, все роли в первом анекдоте Филимонов обыгрывал сам. Иногда совместно Олегом Школьником и Яниславом Левинзоном. В 1996—1998 годах иногда выходила рубрика «Ретро-анекдот» — анекдот, снятый в 1991—1994 годах. В 1998—2001 годах рубрика периодически составлялась из анекдотов, присланных зрителями. В основном, анекдоты сочинялись авторской группой передачи и выдавались как анекдот от некого анонимного зрителя. Как правило, это были одни и те же персонажи — сторож музея КГБ (с анекдотом про Штирлица), историк Гражданской войны или группа военных историков (с анекдотом про Чапаева), воспитательница детского сада (с анекдотом про Винни-пуха и Пятачка), врач-нарколог (с анекдотом про наркоманов), врач-сексопатолог (с анекдотом про секс-меньшинства) и т. д. В качестве главного приза лучший анекдот экранизировался. С 1997 года рубрика выходила с перерывом, причём продолжение начиналось с анекдота на пятом месте. После деноминации 1998 года, выходила как «Пятёрка анекдотов». С 2000 по 2001 год выходила под названием «Анекдот в десятку», где рассказывались анекдоты присланные зрителями, а после них первый анекдот также разыгрывался в виде скетча. В 2008 году рубрика выходила под названием Фабрика анекдотов, где показывался экранизированный анекдот в исполнении Филимонова, Школьника и Левинзона.
- Наша реклама/Не наша реклама/СНГ-реклама (1991—2000) — пародии на рекламу.
- Хрещатик Дерибасовский угол (1991—2001) — изначально не имела названия (получила его в 1999). В ней известные актёры рассказывали свои смешные жизненные ситуации или анекдоты (Леонид Якубович, Семён Фарада, Семён Альтов, Георгий Делиев, Роман Карцев, Ян Арлазоров, Владимир Данилец, Владимир Моисеенко, Клара Новикова и др.). В новогоднем выпуске 1999 года в рубрике участвовал Пьер Ришар.
- Вованиада (1995—2001) — сериал про новых русских. Как и «Дерибасовский угол», рубрика не имела названия до 1999 года. В рубрике показывалась жизнь и причуды нового русского Вована Сидоровича Щербатого. Роль Вована исполняет Олег Школьник.
- Светская беседа (1991)
- Элла и кореша (1997—1998) (вольная пародия на сериал «Элен и ребята») — рубрика показывает светскую жизнь семиклассницы Эллы (как сказано в одной из серий) в исполнении Олега Филимонова, и её друга по кличке «Глина», которого играет Олег Школьник. Остальные герои (Муфлон, братья Козлюки, Ленка-Моторолла, педколлектив и др.) присутствуют за кадром, в пересказах Эллы и Глины.
- Спокойной ночи, взрослые (1997—1998) — пародийная рубрика на «Спокойной ночи, малыши!». Рубрика показывает какими станут Филя, Хрюша, Степашка и Каркуша когда вырастут: Филя — спившийся сторож; Хрюша — «новый русский»; Степашка — учёный-интеллигент, сторонник партии «Яблоко»; Каркуша — старушка-коммунистка.
- С 1 апреля (1997—2000) — была во всех «Первоапрельских» выпусках. Изначально устраивали приколы со скрытой камерой. К примеру в одном выпуске 1998 года мальчик прицепил к Москвичу-2141 якорь, и автомобиль развалился пополам. С 1999 года рубрика стала мультипликационной.
- Уголок высокой моды (1998) — Олег Филимонов и Олег Школьник в образе «новых русских» изображали показ моды.
- Shop-шоу (1998—1999) — пародии на телемагазин.
- Лебединая песня года (1999—2000) — пародии на эстрадных исполнителей и программу «Песня года».
- Одесские куплеты (1999—2001) — куплеты, исполняемые Олегом Филимоновым и Яниславом Левинзоном в стиле «на злобу дня», но с сохранением устоявшихся веками традиций. Иногда Левинзона заменял Олег Школьник.
- Шпионские страхи (1999—2000) — приключения двух иностранных шпионов, сыгранных Олегом Школьником и Олегом Филимоновым. В заставке используется отрывок из фильма «„Маски“ на секретном объекте».
- Моя вторая папа (1998—2001) — «латино-украино-российский сериал», пародия на «мыльные оперы» (аллюзия на теленовеллу «Моя вторая мама»).
- Их не знали только в лицо (1999—2002) — короткий монолог Янислава Левинзона в образе известного человека, чьё лицо до этой поры оставалось неизвестным.
- Новая жизнь старого кино (2001—2002) — куплеты, исполняемые Олегом Филимоновым и Яниславом Левинзоном в образах из старых кинофильмов.
- Сыграем в ящик! (2001—2005) — пародии на телепередачи (например, «Поле чудес», «Окна», «Слабое звено»)
- Казарма (2002) — военно-полевой сериал.
- Милицейская академия (2001)
- Деревня «Тупые углы»
- Одесская аптека
- Косое зеркало (2004—2005)
- Бешеные бабки
- Рекламное агентство
- Наши в космосе

## Актёры
- Олег Филимонов (1991—2005) — ведущий, Элка («Элка и Кореша»), Петро Галушка («Одесская коммунальная квартира»), курсант Пузырюк («Милицейская академия»), участница дуэта «Бешеные бабки», Мария-Кончита («Моя вторая папа»), Сергей Киселидзе (собирательная пародия на Сергея Доренко, Евгения Киселёва и Николая Сванидзе), телеведущий Александр Степанович, телеведущий Евгений Сатирян-Юморян, ведущий шоу «Щели» Дмитрий Мерзиев, куплетист, знаток Борис Скирда, ведущая ток-шоу «Про другое»
- Олег Школьник (1991—2005) — Семён Маркович («Одесская коммунальная квартира»), Вован Сидорович Щербатый, майор Багровый («Милицейская академия»), Глина («Элка и Кореша»), участница дуэта «Бешеные бабки», дон Педро де Бразильеро («Моя вторая папа»), участник программы «За стеклом» Макс, знаток Александр Белка
- Янислав Левинзон (1991, 1999—2005) — сержант («Милицейская академия»), Штирлиц, телеведущий Василий Васильевич Дрозд, ведущий криминальной программы «Беспредельный беспредел», куплетист
- Владислав Царёв (1991—2001) — ведущий («Одесская коммунальная квартира»), репортёр
- Евгений Хаит (1991—2005) — ведущий («Лебединая песня года»), репортёр
- Игорь Миняйло (1991—2001)
- Евгений Каминский (1991—1992)
- Анатолий Контуш (1991—1992)
- Эдуард Цирюльников (1991—1994) — ведущий («Одесские итоги» 1991—1993)
- Юрий Сычёв (1992—1995)
- Максим Горохов (1991—1995) — ведущий («Одесские итоги» 1994—1995)
- Ирина Токарчук (1992—2005) — тётя Сима («Одесская коммунальная квартира»), донна Эсперанта («Моя вторая папа») и почти все основные женские роли в скетчах
- Михаил Подолов (1993—2005) — алкоголик Петрович («Одесская коммунальная квартира»)
- Яков Гопп (1996—2005) — Яша («Одесская коммунальная квартира»), курсант Гвоздь («Милицейская академия»), «новый мексиканец» Родриго («Моя вторая папа»), ведущий («Одесские итоги» 1995), участник программы «За стеклом» Дэн
- Михаил Бижикиян (1994—2005) — Миша («Одесская коммунальная квартира»)
- Михаил Бураченко (1996—2001) — обжора Боря («Одесская коммунальная квартира»)
- Амби Скарга (1996—1999) — Мганга («Одесская коммунальная квартира»)
- Александр Тарасуль (1991—2001) — ведущий («Одесские итоги» 1995)
- Юрий Стыцковский (1995—1998) — ведущий («Одесские итоги» 1996)
- Давид Макаревский (1991—1996) — дядя Сеня («Одесские итоги»)
- Эрнест Штейнберг (1991—1995) — дядя Боря, дядя Гриша («Одесские итоги»)
- Юрий Вотяков (1991—1996)
- Игорь Кнеллер (1991—1992)
- Сергей Олех (1991—1993)
- Александр Невгомонный (1992—1996)
- Владимир Величко (1991—2001)
- Оксана Науменко (1991—1995)
- Сергей Таланов (1995—1997)
- Лидия Губская (1996—1999)
- Йоми Аделеке (1999—2005) — Мганга («Одесская коммунальная квартира»)
- Александр Чеканов (2001—2005)

и др.

## Премьеры
- С 17 мая 1991 года по 4 ноября 1996 года, и снова с 13 декабря 2000 года по 9 марта 2001 года — на «РТВ/РТР»[9][10] (СССР/Россия)
- С 14 ноября 1996 года по 15 сентября 2000 года — на «ОРТ» (Россия)
- В начале 1990-х годов — на «УТ-2» (Украина)
- C 7 июня 1998 года по 31 декабря 2005 года — на телеканале «Интер» (Украина)